# Valhallavägen
Valhallavägen est une voie importante dans le quartier Östermalm à Stockholm en Suède. 

## Situation
Valhallavägen est une rue du nord-est du centre-ville de Stockholm.
Elle est en grande partie une esplanade qui s'étend de Roslagstull à Gärdesgatan.
C'est la rue la plus longue du centre-ville, longue de 3 532 mètres.
La rue possède des bâtiments de valeur culturelle et historique, notamment un grand nombre de somptueux immeubles d'habitation de la fin du XIXème siècle ainsi que de précieux bâtiments institutionnels du XXème siècle.
La rue forme la frontière de trois quartiers de la ville. Au sud de toute la rue se trouve Östermalm. 
Au nord-nord-est de la rue et à l'est-sud-est de Lidingövägen se trouve Ladugårdsgärdet. 
Au nord de la rue et à l'ouest-nord-ouest de Lidingövägen se trouve Norra Djurgården.

## Étymologie
Son nom provient de Valhalla dans la mythologie Viking.
Dans la version suédoise traditionnelle du Monopoly, Valhallavägen a la place de Virginia Avenue.

## Bâtiments de la rue
| Image | Nom                        | Numéro  | Type                 |
| ----- | -------------------------- | ------- | -------------------- |
|       | Tofslärkan 8               | 58      | École de gymnastique |
|       | Tofslärkan 9               | 60      | Maison unifamiliale  |
|       | Trädlärkan 5               | 62      | Maison unifamiliale  |
|       | Trädlärkan 6               | 64      | Maison unifamiliale  |
|       | Sånglärkan 5               | 66      | Maison unifamiliale  |
|       | Sånglärkan 6               | 68      | Maison unifamiliale  |
|       | Piplärkan 7                | 70      | Maison unifamiliale  |
|       | Piplärkan 8                | 74      | Maison unifamiliale  |
|       | Gare de Stockholm-Est (sv) | 75–77   | Gare                 |
|       | Engelbrektsskolan          | 76      | École.               |
|       | École royale polytechnique | 79      | Université           |
|       | Sophiahemmet               | 91      | Hôpital              |
|       | Granen 14                  | 92      | Résidence            |
|       | Björken 18                 | 94–96   | Résidence            |
|       | Stockholms stadion         | 95      | Arena                |
|       | Älgen 13                   | 104     | Résidence/atelier    |
|       | Kungliga Musikhögskolan    | 105     | Université           |
|       | Svea Fanfar                | 113     | Résidence            |
|       | Bävern 20                  | 116     | Résidence.           |
|       | Kvarteret Svea artilleri   | 117     | Caserne.             |
|       | Agence des brevets         | 136     | Fonction publique.   |
|       | Paraden 2–10               | 143–145 | Résidence            |
|       | Paraden 1                  | 147     | Résidence.           |
|       | Högvakten 1                | 149     | Résidence            |
|       | Fältöversten               | 152     | Résidence/Commerces. |
|       | Gärdesskolan               | 175     | École.               |
|       | Dramatiska Institutet      | 189     | Université           |
|       | Valhallavägen 191–199      | 191–199 | Université           |

## Galerie

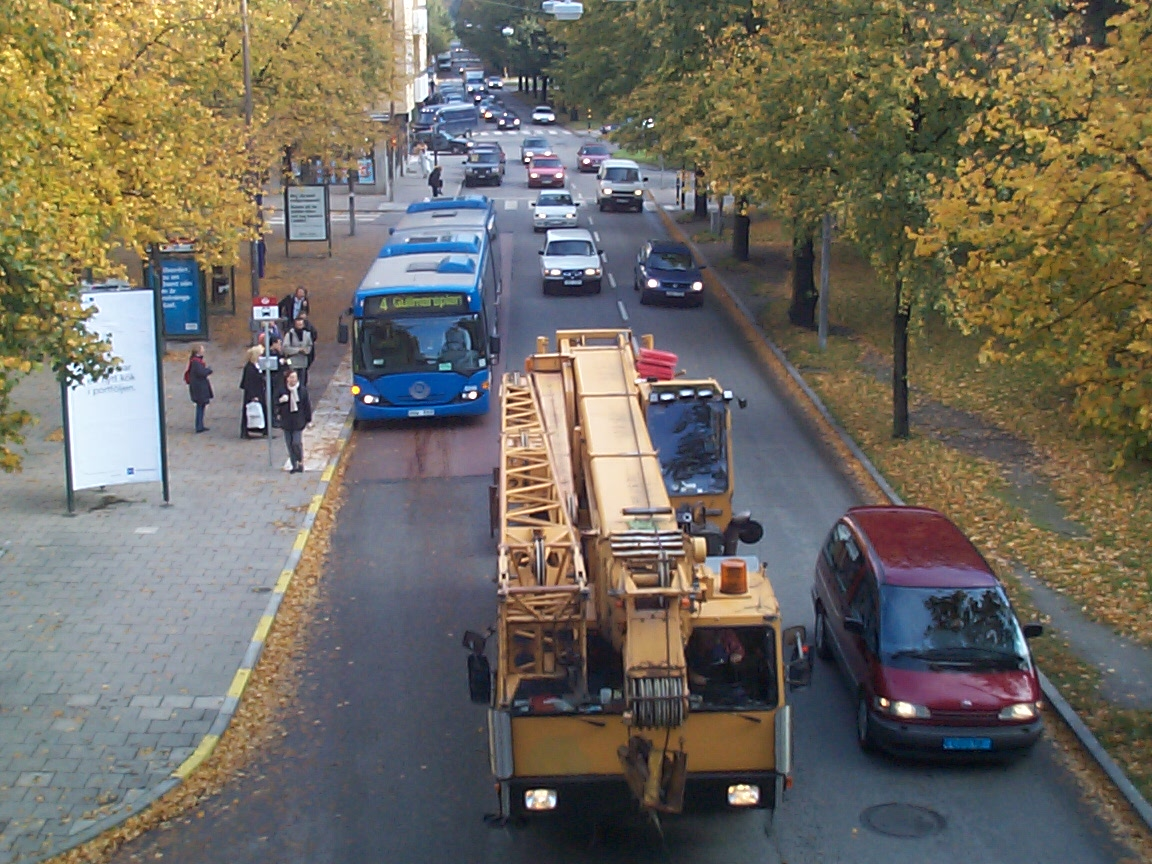
Circulation dans Valhallavägen.
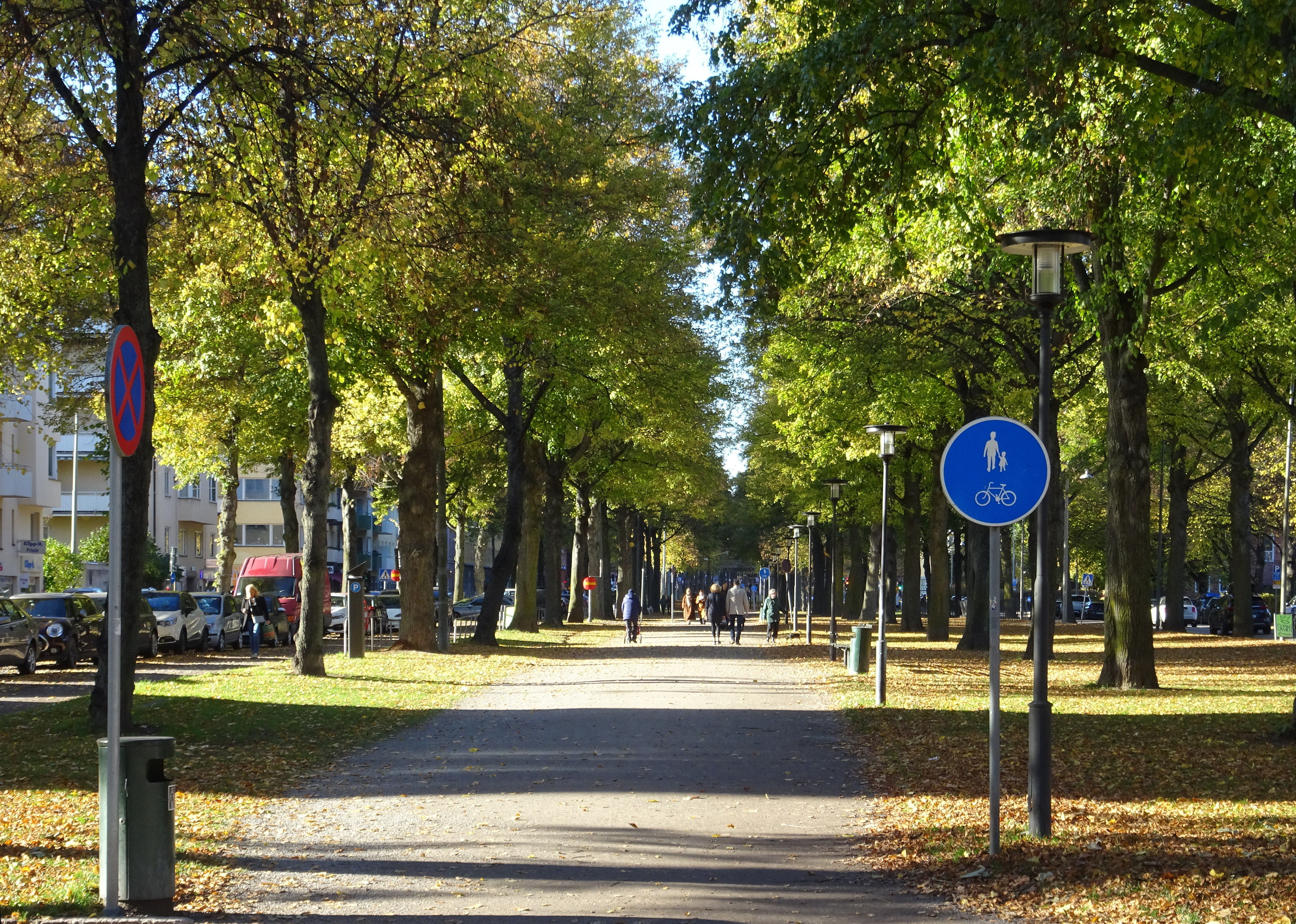
Piste piétonne et cyclable.
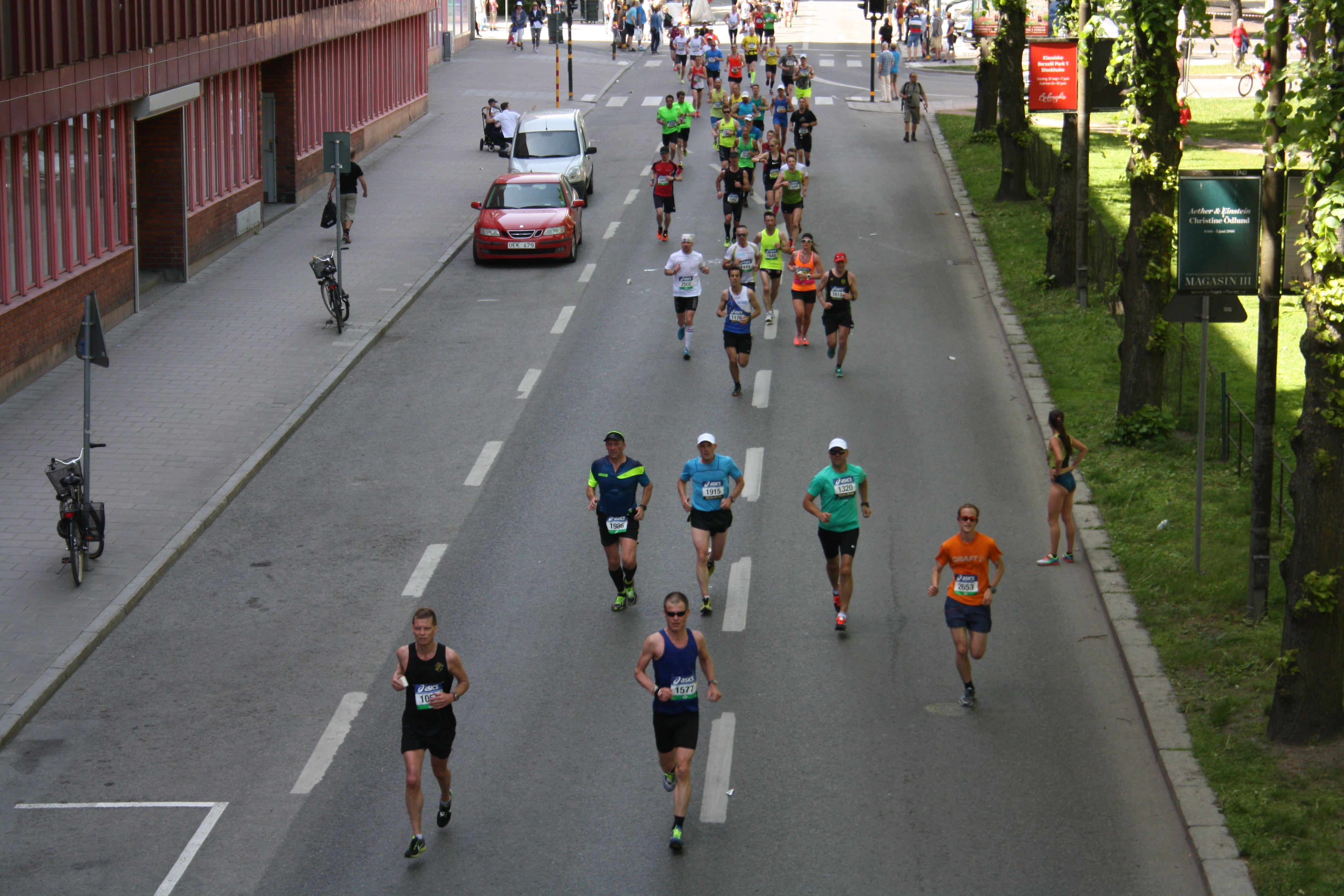
Marathon 2016 dans Valhallavägen.

### Source de la traduction
- (en) Cet article est partiellement ou en totalité issu de l’article de Wikipédia en anglais intitulé « Valhallavägen » (voir la liste des auteurs).